# Reczowyj Rynok
Reczowyj Rynok (ukr. Речовий Ринок) – przystanek kolejowy w miejscowości Chmielnicki, w rejonie chmielnickim, w obwodzie chmielnickim, na Ukrainie. Położony jest na linii Odessa – Lwów.

## Historia
Przystanek powstał w 2012 z inicjatywy przedsiębiorców prowadzących działalność na znajdującym się przy przystanku jednym z największych na Ukrainie targowisk, od którego przystanek wziął nazwę. Przedsiębiorcy sfinansowali dokumentację projektową i kosztorysową przystanku. Koszt budowy pokrył budżet państwa.